# Adriaan Viruly
Adriaan Virulij (beter bekend onder de naam Viruly) (Breda, 5 januari 1905 – Amsterdam, 13 augustus 1986), bijgenaamd "Jons", was een Nederlandse vlieger, schrijver en Engelandvaarder.

## Levensloop

### Jeugd
Viruly werd geboren als zoon van Jan Dionijs "Dio" Virulij, ambtenaar ter gemeentesecretarie van Breda, en Teuntje Antoinette Butner. Het gezin verhuisde in 1913 naar Westkapelle, waar zijn vader burgemeester werd. Hier zou Viruly bevriend raken met de latere dichter Jan Campert, zoon van de plaatselijke huisarts, en met Jacques van Elsäcker, voordrachtskunstenaar en zoon van de plaatselijke hoofdonderwijzer. Viruly volgde de hbs in Middelburg en later in Den Haag en daarna de Hogere Handelsschool. Deze studie brak hij in 1925 af, omdat hij in militaire dienst moest. 
Hij werd gelegerd op de heide van Soesterberg, waar de Luchtvaartafdeeling (LVA) van het Nederlandse leger was gevestigd. Na zijn opleiding tot reserve luitenant-waarnemer werd hij leerling-vlieger. Hij behaalde in 1927 zijn Groot Militair Brevet en werd aangesteld als reserve-eerste-luitenant-vlieger. In dat jaar trouwde hij voor de eerste maal, met Dina ("Dick") van Hattum. Zij kregen twee zoons en een dochter.

### Vliegcarrière
Op 1 mei 1931 trad Viruly in dienst bij de KLM als vlieger. Al vrij snel daarna volgde zijn eerste vlucht naar het toenmalige Nederlands-Indië. Hij beschreef veel van zijn belevenissen in een aantal populaire boeken, zoals We vlogen naar Indië en Alles OK?....Draaien. Met sommige boeken en vooral in zijn Reissonnetten toonde hij een meer literaire ambitie. Tevens vertaalde hij de romans Vol de nuit (Nachtvlucht) en Pilote de guerre (Oorlogsvlieger) van de Franse vlieger / schrijver Antoine de Saint-Exupéry, met wie hij bevriend was, in het Nederlands. Van het toneelstuk Village Wooing van George Bernard Shaw maakte hij een Nederlandse versie onder de titel Dorpsvrijage.

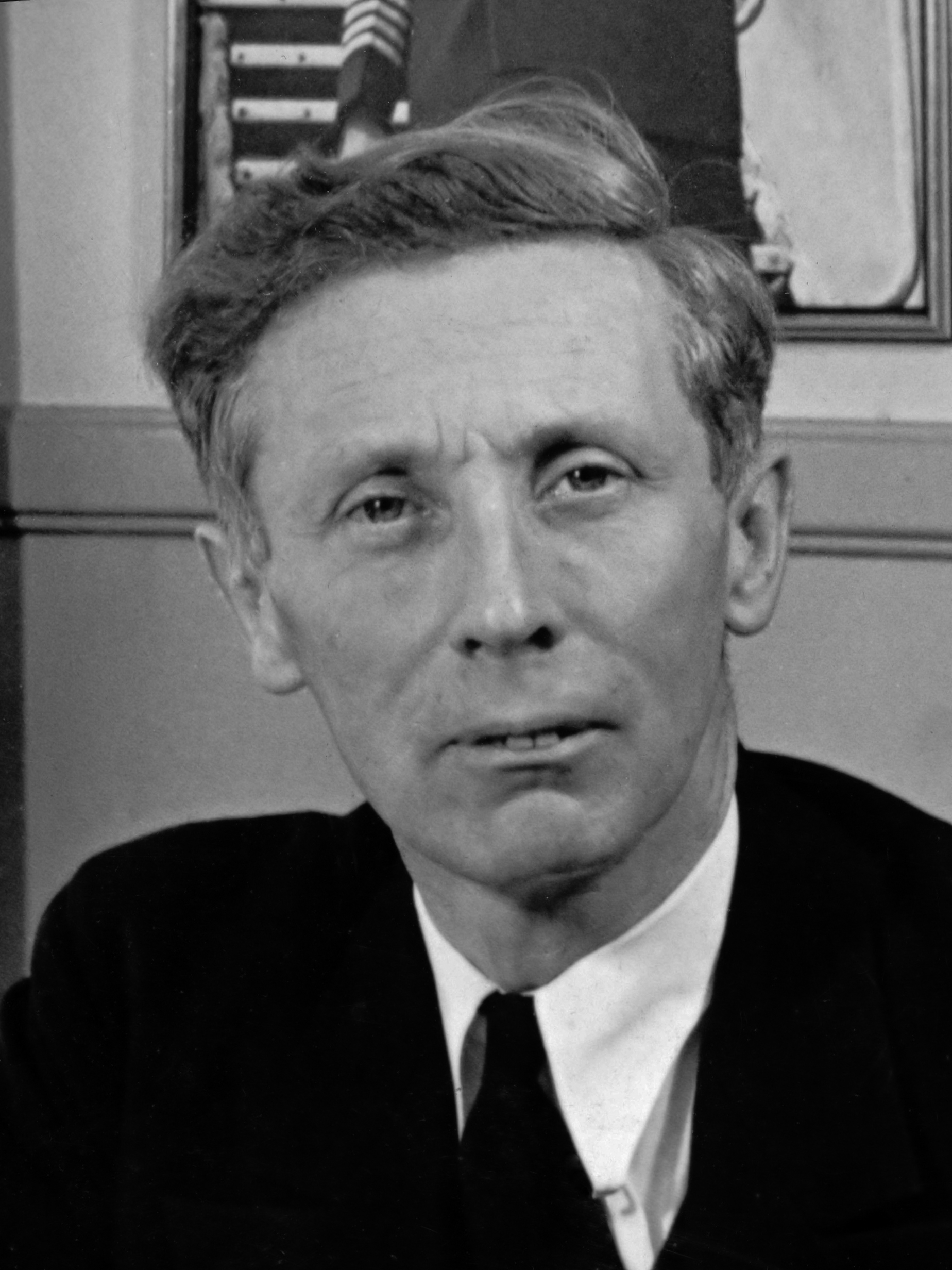
Adriaan Viruly (1952)

Tijdens de Tweede Wereldoorlog wilde hij niet in het bezette Nederland blijven. Al aan de vooravond van de Duitse aanval op Nederland in 1940 probeerde hij met zijn collega's Jan Hondong en Willem van Veenendaal met een KLM-vliegtuig uit te wijken naar Engeland, maar dat werd door KLM-directeur Albert Plesman verboden. In 1941 ontmoette hij zijn Zweedse vriend graaf Carl Gustav von Rosen, ook vlieger. Deze regelde een visum voor hem, zodat hij via Zweden alsnog naar Engeland kon gaan. Daar vloog hij in opdracht van de Nederlandse regering in ballingschap onder meer op de KLM-lijndienst van Bristol naar Lissabon in het neutrale Portugal.
Na de bevrijding keerde Viruly terug naar Nederland. Hij trouwde in 1946, voor de tweede maal, met Henderika ("Riekes") Groenhout. Hij werd een van de meest gerenommeerde KLM-gezagvoerders, kreeg in 1953 de eretitel Commodore en werd chef van de trans-Atlantische vliegroute. Daaraan kwam op 5 september 1954 een abrupt einde.

### Ongeval
Op die dag was hij de gezagvoerder van de Lockheed Super Constellation Triton, die tijdens KLM-vlucht 633 nabij Shannon Airport verongelukte, waarbij 28 doden vielen. De Raad voor de Luchtvaart onderzocht het voorval en concludeerde dat onverwachts het landingsgestel opnieuw was uitgeklapt. De gezagvoerder had daarop niet alert genoeg gereageerd. Tegen Viruly werden geen tuchtmaatregelen genomen. Weliswaar was hij in zorgvuldigheid tekortgeschoten, maar "gelet op het leed dat dit ongeval hem reeds heeft veroorzaakt en op het feit dat hiermee tevens een langdurige en verdienstelijke carrière is afgesloten, acht de Raad het verantwoord om van haar bevoegdheid maatregelen van tucht te nemen, geen gebruik te maken". Viruly ging met vervroegd pensioen en beëindigde hierbij zijn loopbaan, met 19.000 vlieguren. Hij heeft altijd gezegd dat hem niets te verwijten viel omdat er simpelweg te weinig tijd was geweest om te reageren. Hij was verbitterd over de behandeling die hem door de KLM ten deel was gevallen.

### Buiten de luchtvaart

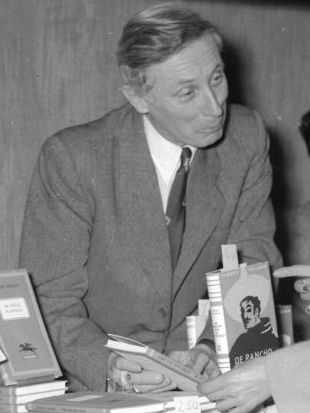
Adriaan Viruly, 1952

In de jaren daarna bleef hij boeken publiceren, maar zijn onderwerpen koos hij niet meer in de eerste plaats binnen de luchtvaart. Viruly werd sterk bewogen door pacifistische ideeën. Hij had daaraan al uiting gegeven in een aantal geschriften, zoals Wij kunnen de oorlog uitbannen! (1936, met J.J. van der Leeuw), Ons land en het geweld (1938), Om de eer van ons land. Een pleidooi voor luchtvaart boven de oorlogsgedachte uit (ca. 1938) en Kaïn in de cockpit (1955). In later jaren nam hij enige afstand van het pacifisme zoals dat volgens hem door linkse politici werd gedomineerd. Hij zette ook vraagtekens bij het algemeen kiesrecht en vroeg zich af of van verlicht despotisme misschien meer te verwachten viel.  
Viruly was driemaal getrouwd. Zijn zoon uit zijn eerste huwelijk, Olaf Viruly, werd bekend als pianist. In 1955 trouwde hij voor de derde maal, met de actrice Mary Dresselhuys, met wie hij al sinds 1950 samenwoonde nadat hij in 1948 een boekje over haar had gepubliceerd. Zij introduceerde hem in de wereld van kunstenaars, waarin hij, met zijn belangstelling voor literatuur en toneel, goed paste. Onder acteurs stond het echtpaar Viruly - Dresselhuys bekend als het duo Kunst & Vliegwerk. Onder die titel maakten zij in 1969 samen een theaterprogramma. Na zijn dood schreef zij een boekje Jons over hem.
Viruly overleed in 1986, op 81-jarige leeftijd, aan de gevolgen van een ernstige val die hij bij een (tweede) hersenbloeding had gemaakt.

## Trivia
- Wim Kan, met wie hij tientallen jaren bevriend was, vertelde ooit dat Viruly gezegd zou hebben: "Ik lees veel boeken en tijdschriften, want daar leer je zoveel van. Alleen de artikelen over de luchtvaart sla ik over, want daar staan onjuistheden in".[3]

### Proza
- Voor vrij? ... Contact! Amsterdam, 1930
- In de schroefwind. Amsterdam, 1931
- Met de KLM naar Indië. Groningen, 1933 (met J.M. de Feijter)
- We vlogen naar Indië. Amsterdam, 1933
- Vliegen als beroep? Een aansporing, een wegwijzer. Amsterdam, 1933
- De wereld van boven. Joure, 1933
- Het Uiver-album. Amsterdam, 1934 (met Han Hollander)
- Alles O.K.?.... Draaien!. Amsterdam, 1935
- The Green Hat. Amsterdam, 1935
- Logboek vliegtuig Douglas PH-AKE. Amsterdam, 1937
- Wij vlogen over Nederland over Europa en naar Indië. Amsterdam, 1938
- Sneeuw. Naar de witte zomer. Amsterdam, 1938
- Kinderen mogen vliegen. Groningen, 1939 (met J.M. de Feijter)
- Verrassende ontmoetingen. Amsterdam, 1940
- Hilversum riep de Reiger. Amsterdam, 1941 (met A.D. Hildebrand)
- Ik word KLM-vlieger. Amsterdam, 1948 (met J.A. Bach en C.C. Steensma)
- Mary Dresselhuys. 1948.
- Vergezichten en met Bernadotte naar Palestina. Amsterdam, 1949
- Wij vlogen naar Java. Amsterdam, 1949
- Kleurenvlucht. Utrecht, 1949
- Vleugels voor Jan en Ineke. Utrecht, 1951
- De vluchten van Pegasus. Amsterdam, 1953
- Zie je ze vliegen. Amsterdam, 1954 (met Henrik Scholte)
- De zee en de overkant. Amsterdam, 1954
- Vrouwen nemen de tijd. Amsterdam, 1957
- Zon. Laren, 1959
- Weerzien bij Passchendaele. Amsterdam, 1961
- 't Begon op Parijs. Utrecht, 1961 (met Willem van Veenendaal)
- De zee en de overkant. 30 jaar vliegen. Den Haag, 1961
- Huisje, boompje, beestje. Hoorn, 1965
- Evert, Evert en Evert. Groningen, 1969
- Vrouwen spelen een rol. Naarden, 1971
- Normandisch Freud. Naarden, 1973
- Mannen. Den Haag, 1980
- De grote mythe. Den Haag, 1982

### Poëzie
- Gevleugeld woord. Den Haag, 1955 (bloemlezing, met Ed. Hoornik, Gerrit Kouwenaar en Henrik Scholte)
- Reissonnetten. Den Haag, 1979
- Reissonnetten II. Den Haag, 1985

### Toneel
- Theater in Zeist: blijspel in één bedrijf.  Amsterdam, 1967
- Geen stuk voor Zeist. "Een drama door Adriaan Viruly, William Shakespeare, Edmond Rostand, Joost van den Vondel en Anton Paulovitch Chekhov". Bussum, 1970
- Een meisje uit Zeist. Amsterdam, 1970
- Kunst en vliegwerk. Theaterprogramma. Rotterdam, 1970 (met Mary Dresselhuys)